# Krasnolist rdzawy
Krasnolist rdzawy (Bryoerythrophyllum ferruginascens (Stirt.) Giacom.) – gatunek mchu należący do rodziny płoniwowatych (Pottiaceae Schimp.).

## Rozmieszczenie geograficzne
Występuje w Ameryce Północnej (Grenlandia, Kanada, Stany Zjednoczone, Meksyk), Boliwii, Europie, Azji i Afryce (Etiopia, Tanzania).

## Morfologia
GametofitŁodyżki do 2,5–3 cm długości. Listki łodyżkowe jajowato-trójkątne do krótko lancetowatych, przeważnie długości 1–1,8 mm. Brzegi blaszki zawinięte w dolnej połowie listka, wierzchołek zaostrzony do wąsko zaostrzonego. Żebro pojedyncze, kończy się przed szczytem listka lub wraz z nim.
SporofitPuszka 2,2–2,5 mm, wieczko 0,5–0,9 mm, perystomu brak lub śladowy. Zarodniki o średnicy 12-15 µm.

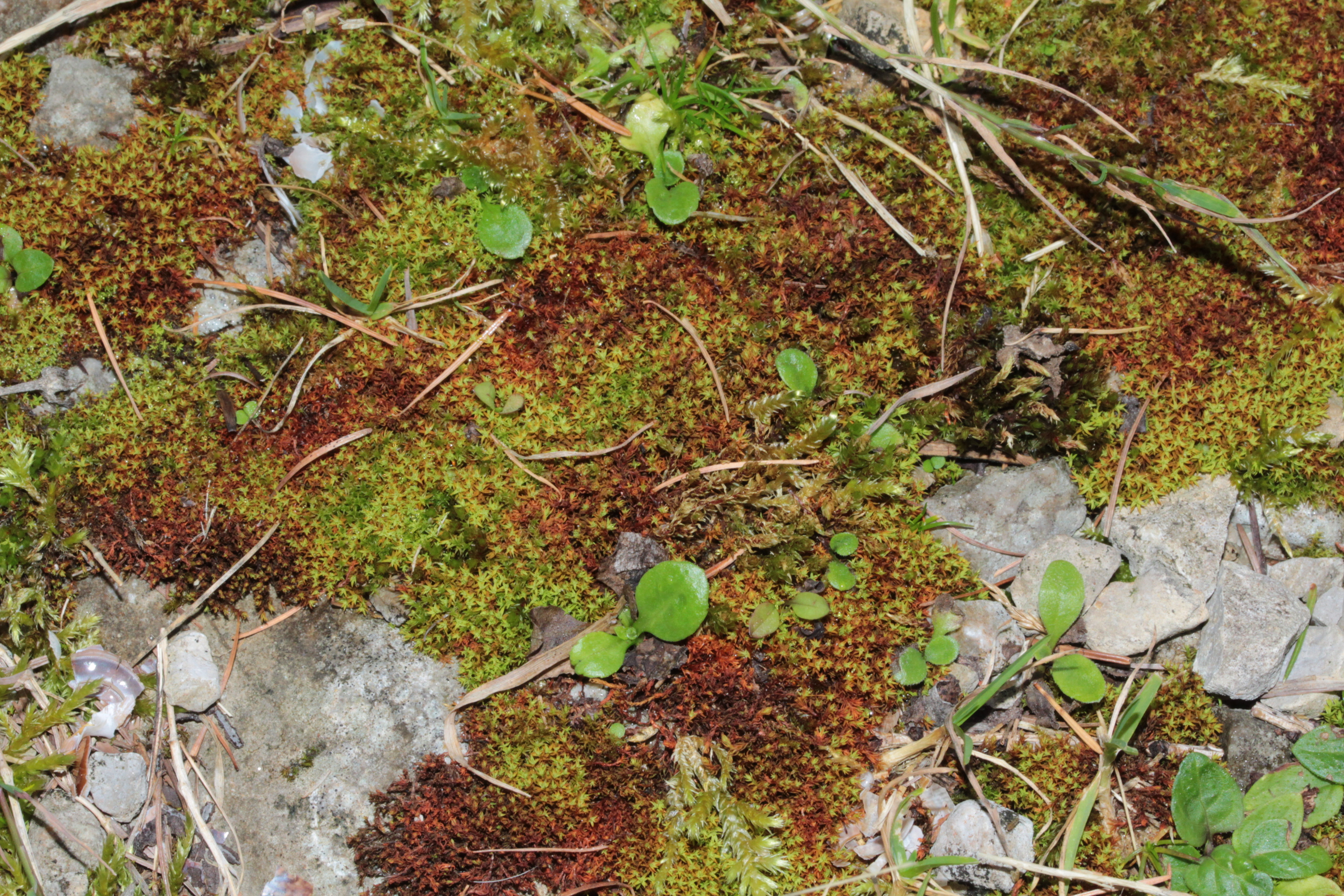
Pokrój
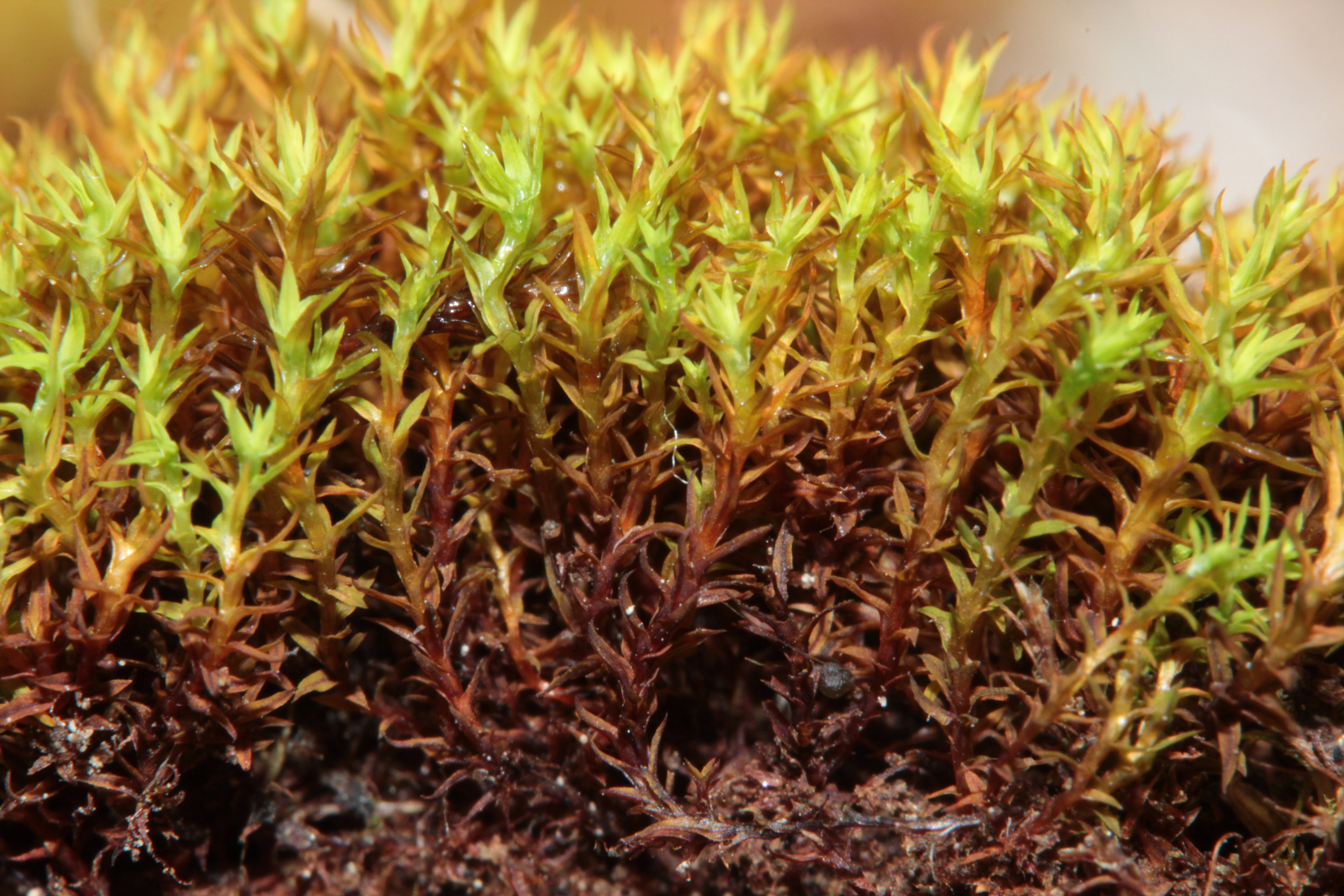
Łodyżki
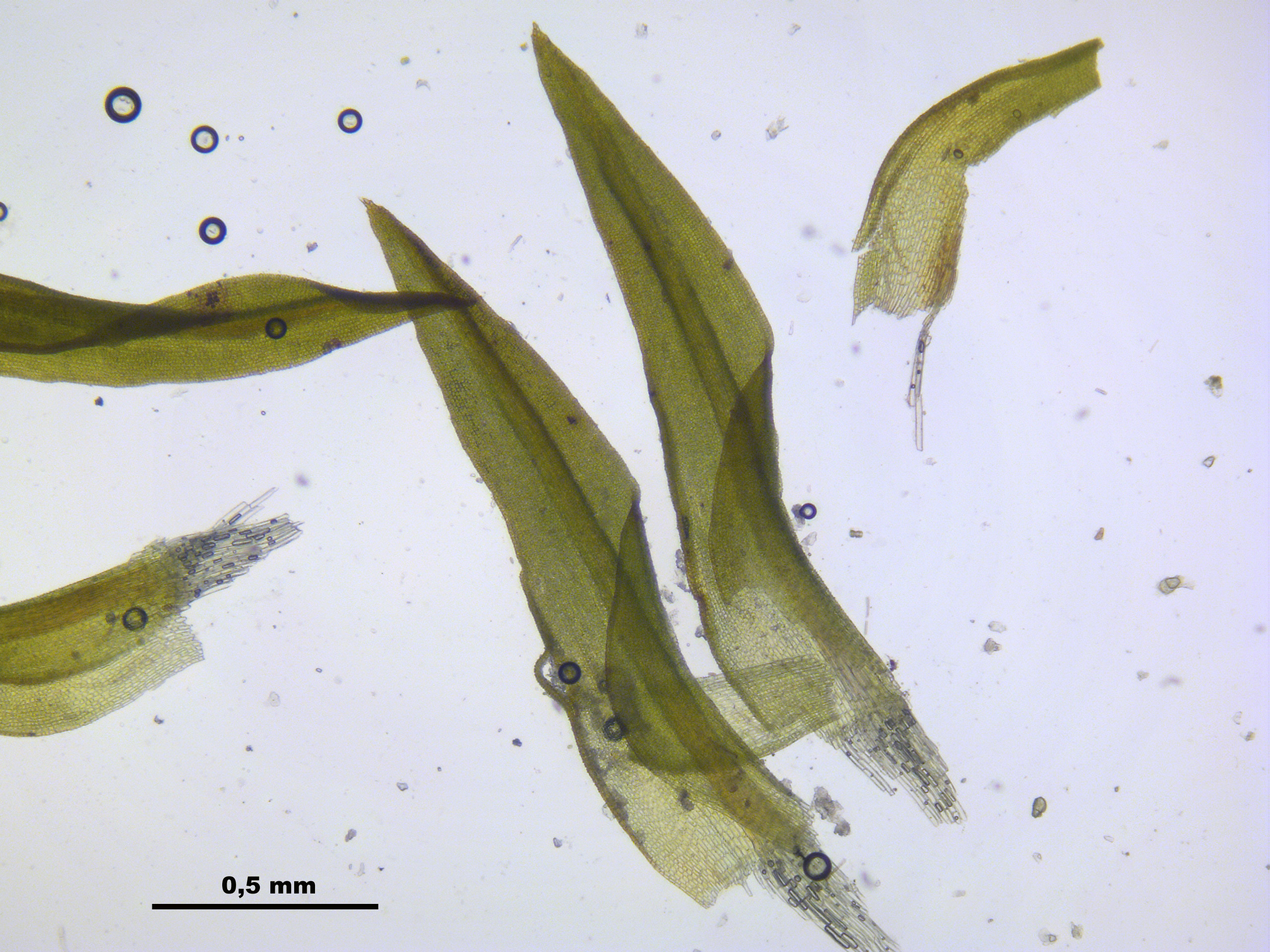
Liskti

## Biologia i ekologia
Roślina dwupienna. Na niektórych obszarach sporogonów nie zaobserwowano (m.in. w Ameryce Północnej). Rozmnaża się także wegetatywnie poprzez nieregularnie jajowate wielokomórkowe twory powstające pod ziemią na chwytnikach.
Rośnie na wapieniu, dolomicie, skałach wulkanicznych, cienkiej warstwie gleby na skałach, starych odchodach wołu piżmowego, piargach i urwiskach. Występuje na wysokościach 100–1100 m n.p.m.

## Systematyka i nazewnictwo
Synonimy: Barbula ferruginascens Stirt., Barbula saint-pierrei Thér., Bryoerythrophyllum ferrugineum Gangulee, Leptodontium arsenei Thér.

## Zagrożenia
Gatunek został uznany za rzadki w Polsce w 2004 i 2006 r., a w 2011 r. wpisany na czerwoną listę mchów województwa śląskiego z kategorią zagrożenia „DD” (o nieokreślonym zagrożeniu, wymagające dokładniejszych danych). W Czechach w 2005 r. nadano mu kategorię „LR” (o niskim stopniu zagrożenia).